# Les Disparues
Pour les articles homonymes, voir Les Disparues (homonymie).
Pour plus de détails, voir Fiche technique et Distribution.
Les Disparues (The Missing) est un western américain réalisé par Ron Howard et sorti en 2003. Il s'agit d'une adaptation du roman The Last Ride de Thomas Eidson. L'intrigue se déroule dans le Territoire du Nouveau-Mexique en 1885. Il est remarquable par l'emploi de la langue apache par plusieurs acteurs dont certains durent l'étudier longuement pour le tournage.

## Synopsis

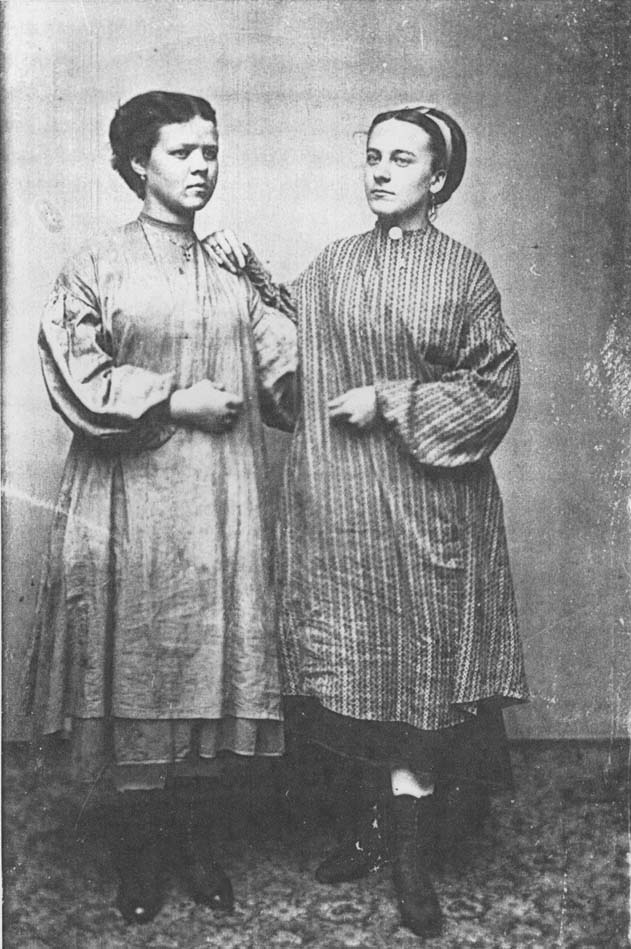
Deux jeunes femmes de la classe laborieuse (ferrotype, vers 1850-1870)

En 1885, au nord du Nouveau-Mexique, l'hiver se termine, la neige commence à fondre. Dans sa ferme loin de tout vit une forte femme, Maggie Gilkeson, qui soigne tous ceux qui veulent la consulter, et s'occupe de sa ferme avec deux collaborateurs et ses deux filles. Les filles : Lilly, une adolescente rétive qui ne pense qu'à quitter le ranch pour vivre en ville - et Dot, une gamine solide et aimant la nature. Les hommes : le commis Brake (un brave garçon que Maggie ne veut pas épouser mais à qui elle accorde épisodiquement quelques faveurs sexuelles) et un cow-boy mexicain : Emiliano. Maggie a une aura locale, car elle parle espagnol et a des dons de guérisseur : elle connaît un peu de pharmacie (qu'elle associe à la lecture des psaumes) et sait aussi manier le bistouri et le davier de dentiste.
Un jour un étranger arrive soudain, sortant de la forêt. De loin, on dirait un Apache aux cheveux longs, mais en fait c'est un anglo-saxon qui a adopté depuis longtemps le mode de vie indien, et qui vient consulter la guérisseuse : il a été mordu par un crotale, et le sorcier de la tribu qui l'a adopté lui a donné les premiers soins, en lui recommandant de faire la paix avec son passé et de s'occuper de sa famille pour obtenir la guérison totale. Quand Maggie le voit, elle a un haut-le-cœur : l'homme est son père, Samuel Jones, qui revient au pays pour se réconcilier avec sa fille. Mais la réconciliation n'aboutit pas : Maggie, après avoir dit à Sam qu'elle le hait pour avoir abandonné sa famille 20 ans auparavant, l'examine rapidement et le renvoie.

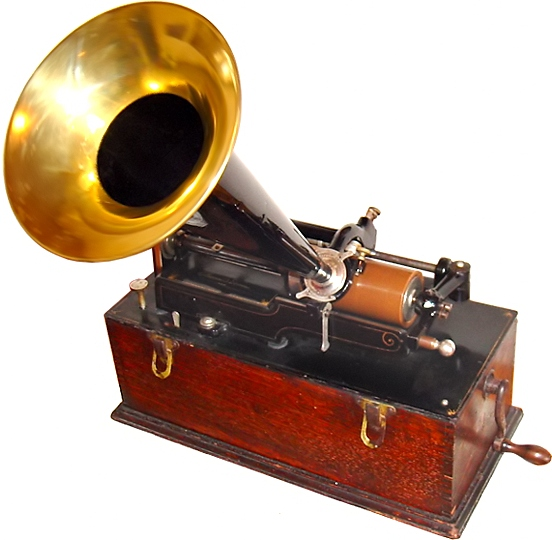
Inventé en 1877 par Charles Cros et breveté peu après par Thomas Edison, le phonographe était une attraction de foire à la fin du XIXe siècle

Le lendemain, le temps du rassemblement des vaches qui ont mis bas est arrivé. De plus la foire a lieu à la ville voisine de Chloride et Lilly veut absolument aller en ville et voir une attraction fascinante dont on parle : le Graphophone. Maggie laisse partir ensemble Brake, Emiliano et ses deux filles : elles iront à la foire avec la famille du ranch voisin pendant que les hommes compteront et marqueront les veaux. Maggie, seule, s'active dans la ferme, puis attend sous le porche, enroulée dans des couvertures dans son fauteuil à bascule.
Soudain un cheval affolé arrive au galop, seul. Maggie saute à cheval et galope vers la forêt. Elle y découvre deux cadavres : Emiliano, criblé de flèches, et Brake pendu à un sapin au-dessus d'un feu, brûlé vif. La jeune Dot sort alors des broussailles : elle avait pu se cacher et elle raconte à sa mère l'embuscade montée par les Indiens. Lilly, elle, a disparu.
Soupçonnant son père d'être l'auteur du massacre et de l'enlèvement, Maggie court à Chloride, mais le sheriff local refuse de rassembler une colonne de poursuite pour essayer de rattraper les Indiens : le télégraphe lui apprend qu'une forte partie des anciens guides Apaches de l'armée a quitté la réserve et s'est associée à des jayhawkers devenus bandits et a attaqué plusieurs ranchs. Ils sont trop nombreux et d'ailleurs, comme « seul un Apache peut pister des Apaches », il vaut mieux, dit-il, attendre l'arrivée du 4e de Cavalerie qui, lui, dispose de scouts efficaces. Et le sheriff lui apprend aussi qu'il a depuis la veille mis à l'ombre pour ébriété publique un homme déguisé en Indien qui dit être le père de Maggie : c'est Sam.
Sam rejoint Maggie au ranch et annonce que la cavalerie s'égare vers le Nord alors que les bandits, qui ont enlevé une demi-douzaine de jeunes filles dans la région, vont, selon les traces qu'il a lui-même relevées, vers le sud, pour vendre ces captives au Mexique. Sam offre son aide à sa fille qui veut se lancer à la recherche de la disparue. Malgré sa répugnance à côtoyer son père, Maggie accepte. Ils s'équipent et partent avec la jeune Dot qui a refusé d'être laissée chez les voisins et a exigé de les accompagner dans leur recherche ; d'ailleurs elle admire ce grand-père qu'elle découvre et elle éprouve comme lui une forte attraction vers les Amérindiens.
Arrivés à une ferme pillée par les apaches, ils rencontrent une colonne de cavalerie qui leur refuse son aide, étant chargés de ramener d'autres fuyards apaches à la réserve de San Carlos. Continuant seuls, ils sont bientôt rejoints par Kayitah, un Chiricahua et un vieil ami de Jones, qui, avec son fils Honesco qui est blessé, poursuit également les assaillants car la fiancée de ce dernier se trouve aussi parmi les prisonnières. Après que Maggie a soigné Honesco, Kayitah l'informe que Jones avait vécu avec leur tribu où il a acquis le nom de Chaa-duu-ba-its-iidan, (ce qui, elle l'apprendra plus tard, signifie approximativement « Pas de chance ») au cours de ses pérégrinations en leur compagnie.
Maggie tombe subitement malade. Selon Jones, elle est sous l'influence d'un envoûtement de El Brujo, le chaman qui accompagne les kidnappeurs. Après une cérémonie improvisée, mêlant mélopées apaches et lecture de la Bible, elle finit par sortir de son état fiévreux. Maggie accepte finalement le talisman censé la protéger que lui remet Jones. Celui-ci part dans l'espoir de pouvoir racheter la liberté des jeunes filles, mais rien ne se passe comme prévu, et Jones est sauvagement battu et abandonné à demi mort. Kayitah, qui tente de délivrer les deux femmes, est pris et tué.
Les survivants du groupe parviennent finalement à libérer les captives et s'enfuient dans les montagnes, mais ils sont traqués par les ravisseurs, qui gagnent du terrain rapidement. Sachant qu'ils n'ont pas d'autre choix que de rester sur leur position, ils affrontent leurs poursuivants. Pendant la bataille, Maggie est attaquée par El Brujo, le responsable de l'enlèvement de sa fille Lilly, et ne doit sa survie qu'à l'intervention de Jones, qui sacrifie sa vie en se précipitant avec lui du haut d'une falaise. Leur annonçant la mort de leur chaman, Maggie achève de décourager les derniers kidnappeurs, qui battent en retraite. Auprès du corps sans vie de son père, elle se rend compte de l'amour qu'il lui portait et lui pardonne enfin.

## Fiche technique
Sauf indication contraire, les informations mentionnées dans cette section peuvent être confirmées par les bases de données cinématographiques IMDb et Allociné,  présentes dans la section « Liens externes ».
- Titre original : The Missing
  - Autre titre anglais : The Last Ride
- Titre français et québécois : Les Disparues
- Réalisation : Ron Howard
- Scénario : Ken Kaufman, d'après le roman The Last Ride de Thomas Eidson
- Musique : James Horner
- Costumes : Julie Weiss
- Photographie : Salvatore Totino
- Production : Sue Berger, Steve Crystal, Brian Grazer, Todd Hallowell (en), Ron Howard, Kathleen McGill, Daniel Ostroff, Aldric La'Auli Porter, Louisa Velis
- Sociétés de production : Revolution Studios, Imagine Entertainment et Daniel Ostroff Productions
- Distribution : Columbia Pictures (États-Unis), Columbia TriStar Films (France)
- Budget : 60 000 000 $
- Genre : western, thriller
- Durée : 137 minutes
- Pays de production :  États-Unis
- Langues originales : anglais, espagnol, apache
- Format : couleur - 2.35:1 - son : SDDS / Dolby Digital / DTS
- Dates de sortie[6] :
  - Canada,  États-Unis : 26 novembre 2003
  - Allemagne : 7 février 2004 (Berlinale 2004)
  - Belgique : 3 mars 2004
  - France : 17 mars 2004
- Classification :
  - Canada : 14 A
  - États-Unis : R (violence : certificat #40119)

## Distribution

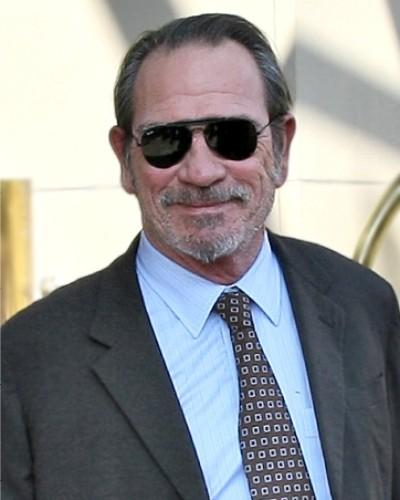
Tommy Lee Jones (ici en 2007) interprète Samuel Jones

- Tommy Lee Jones (VF : Claude Giraud) : Samuel Jones alias « Chaa-duu-ba-its-iidan »
- Cate Blanchett (VF : Isabelle Gardien) : Maggie Gilkeson
- Evan Rachel Wood : Lilly Gilkeson
- Jenna Boyd (VF : Joséphine Ropion) : Dot Gilkeson
- Aaron Eckhart (VF : Joël Zaffarano) : Brake Baldwin
- Val Kilmer (VF : Emmanuel Jacomy) : le lieutenant Jim Ducharme
- Sergio Calderón : Emiliano
- Eric Schweig : Pesh-Chidin alias « El Brujo »
- Steve Reevis : Two Stone
- Jay Tavare : Kayitah
- Simon Baker : Honesco, fils de Kayitah
- Elisabeth Moss : Anne
- Josephine Schwan : Sally
- Alexandra Elich : Sally
- Yolanda Nez : Lii Dahit'een - Dancing Horse

## Production

### Attribution des rôles
Le film marque les retrouvailles entre Val Kilmer et Tommy Lee Jones, presque dix ans après Batman Forever. Val Kilmer n'a qu'un petit rôle : celui d'un lieutenant de cavalerie dépassé par la mutinerie des Apaches, qui veut faire pendre Sam car il le prend pour un Apache en fuite, et se réfugie derrière les ordres (il doit convoyer les prisonniers) pour refuser d'aider Maggie.

### Tournage
- Lieux de tournage[7] :
  -  Nouveau-Mexique, USA
  - Bonanza Creek Ranch - 15 Bonanza Creek Lane, Santa Fe, Nouveau-Mexique, USA
  - College of Santa Fe - 1600 Saint Michaels Drive, Santa Fe, Nouveau-Mexique, USA
  - Cook Ranch, Galisteo, Nouveau-Mexique, USA
  - Ghost Ranch, Abiquiu, Nouveau-Mexique, USA
  - Rancho de las Golondrinas - 334 Los Pinos Road, Santa Fe, Nouveau-Mexique, USA
  - Santa Clara Pueblo, Santa Clara, Nouveau-Mexique, USA
  - Santa Fe, Nouveau-Mexique, USA
  - Valles Caldera, Nouveau-Mexique, USA
  - Zia Pueblo, Nouveau-Mexique, USA

## Distinctions
- Primé aux Young Artist Awards de 2004 pour la meilleure performance d'une jeune artiste (Young Artist Award 	Best Performance in a Feature Film - Leading Young Actress) en faveur de Jenna Boyd
- Berlinale 2004 : sélection officielle

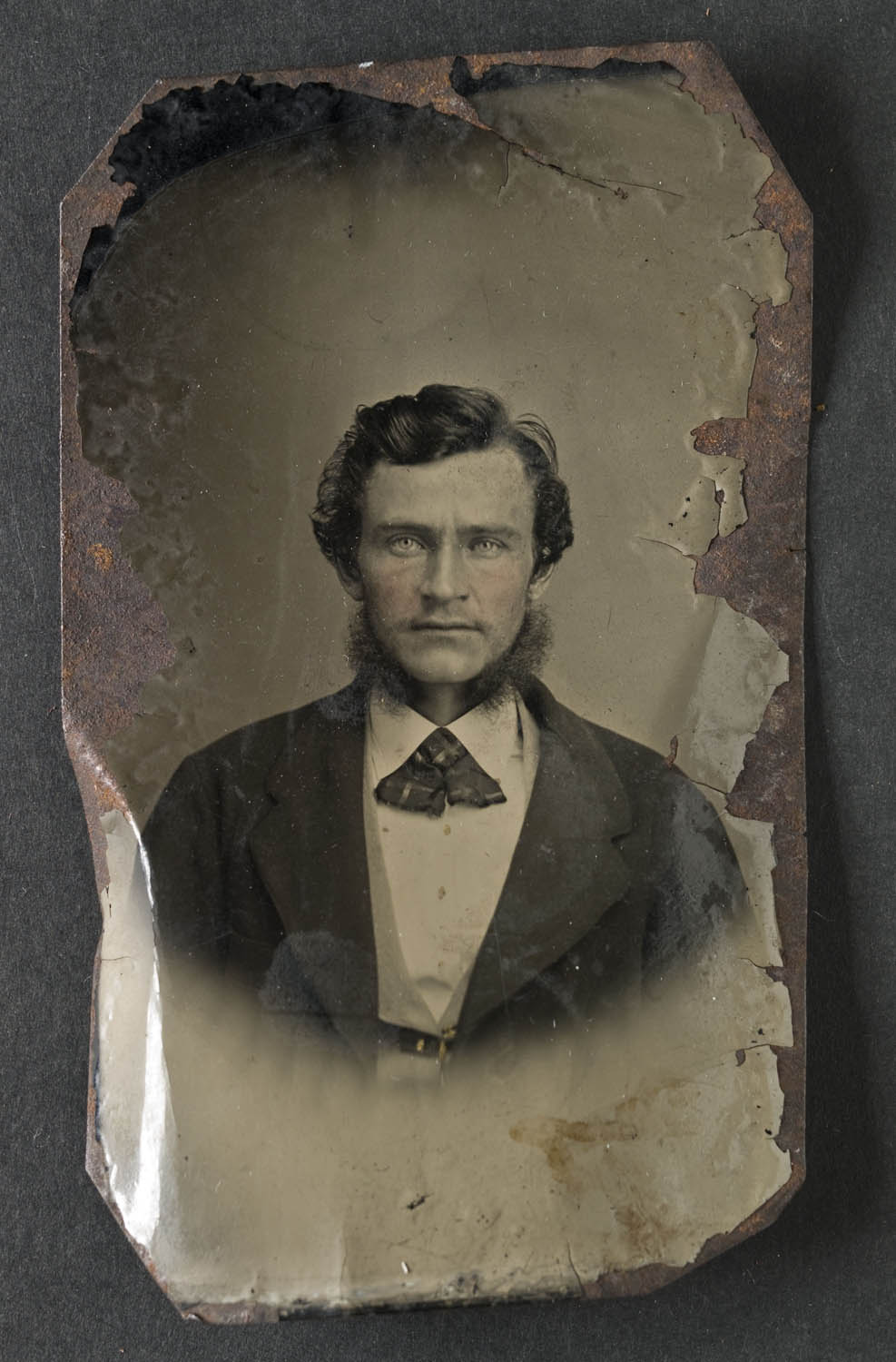
Portrait d'homme pris sur ferrotype vers 1850-1870